# Kompator
Kompator falu Horvátországban, Sziszek-Monoszló megyében. Közigazgatásilag Velika Ludinához tartozik. 

## Fekvése
Sziszek városától légvonalban 25, közúton 37 km-re északkeletre, községközpontjától légvonalban 5, közúton 6 km-re északra, a Monoszlói-hegység lejtőin fekszik.

## Története
A település már a középkorban is létezett. A 15. században a podgrađei ferences kolostor birtokai közé tartozott. A 16. században rövid időre elfoglalta a török. A község falvaihoz hasonlóan fejlődése a 18. század második felében, Mária Terézia uralkodása idején gyorsult fel. A 19. század elején rövid ideig francia uralom alá került, majd ismét a Habsburg Birodalom része lett. 
A falunak 1857-ben 51, 1910-ben 192 lakosa volt. Belovár-Kőrös vármegye Krizsi, majd Kutenyai járásához tartozott. 1918-ban az új szerb-horvát-szlovén állam, majd később Jugoszlávia része lett. A II. világháború idején a Független Horvát Állam része volt. A háború után a béke időszaka köszöntött a településre, enyhült a szegénység és sok ember talált munkát a közeli városokban. Önkéntes tűzoltóegyletét 1947-ben alapították. A falu 1991. június 25-én a független Horvátország része lett. 1993-ban Sziszek-Monoszló megyén belül megalakult Velika Ludina község, melyhez a falu is tartozik. A lakosság fogyásának oka elsősorban a gazdasági fejlődés feltételeinek a hiánya. A településnek 2011-ben 80 lakosa volt.

## Népesség
| Lakosság változása | Lakosság változása | Lakosság változása | Lakosság változása | Lakosság változása | Lakosság változása | Lakosság változása | Lakosság változása | Lakosság változása | Lakosság változása | Lakosság változása | Lakosság változása | Lakosság változása | Lakosság változása | Lakosság változása | Lakosság változása |
| ------------------ | ------------------ | ------------------ | ------------------ | ------------------ | ------------------ | ------------------ | ------------------ | ------------------ | ------------------ | ------------------ | ------------------ | ------------------ | ------------------ | ------------------ | ------------------ |
| 1857               | 1869               | 1880               | 1890               | 1900               | 1910               | 1921               | 1931               | 1948               | 1953               | 1961               | 1971               | 1981               | 1991               | 2001               | 2011               |
| 51                 | 57                 | 102                | 106                | 126                | 192                | 179                | 239                | 216                | 218                | 234                | 170                | 144                | 106                | 109                | 80                 |